# Yolande Labaki
Pour les articles homonymes, voir Labaki.
Yolande Labaki, née en 1927, est une artiste libanaise, peintre de paysages.

## Biographie
Née en 1927, Yolande Labaki entreprend à Paris des études de littérature et d'histoire de l'art.
Elle en vient à la peinture. Autodidacte dans le domaine, elle bénéficie en Belgique des conseils du peintre Florent Crommelynck. Elle suit à New York les cours de la Visual School of Arts, et y découvre la sérigraphie et ses techniques.
Yolande Labaki expose à Francfort-sur-le-Main, à Aix-la-Chapelle, à Düsseldorf et à Beyrouth, dans le cadre d'expositions collectives. Elle participe aussi à « Liban – le Regard des peintres – 200 ans de peinture libanaise » à Paris, à l'Institut du monde arabe.
Des expositions personnelles de ses œuvres ont lieu en 1974 au Palais des beaux-arts à Bruxelles, en 1989 Kulturzentrum de Kaslik au Liban et la même année à l'Ukrainian Institute de New York.